# Cicindela puritana
Cicindela puritana, commonly referred to as Puritan tiger beetle, là một endangered loài tiger beetle là đặc hữu của Hoa Kỳ.

## Hình ảnh

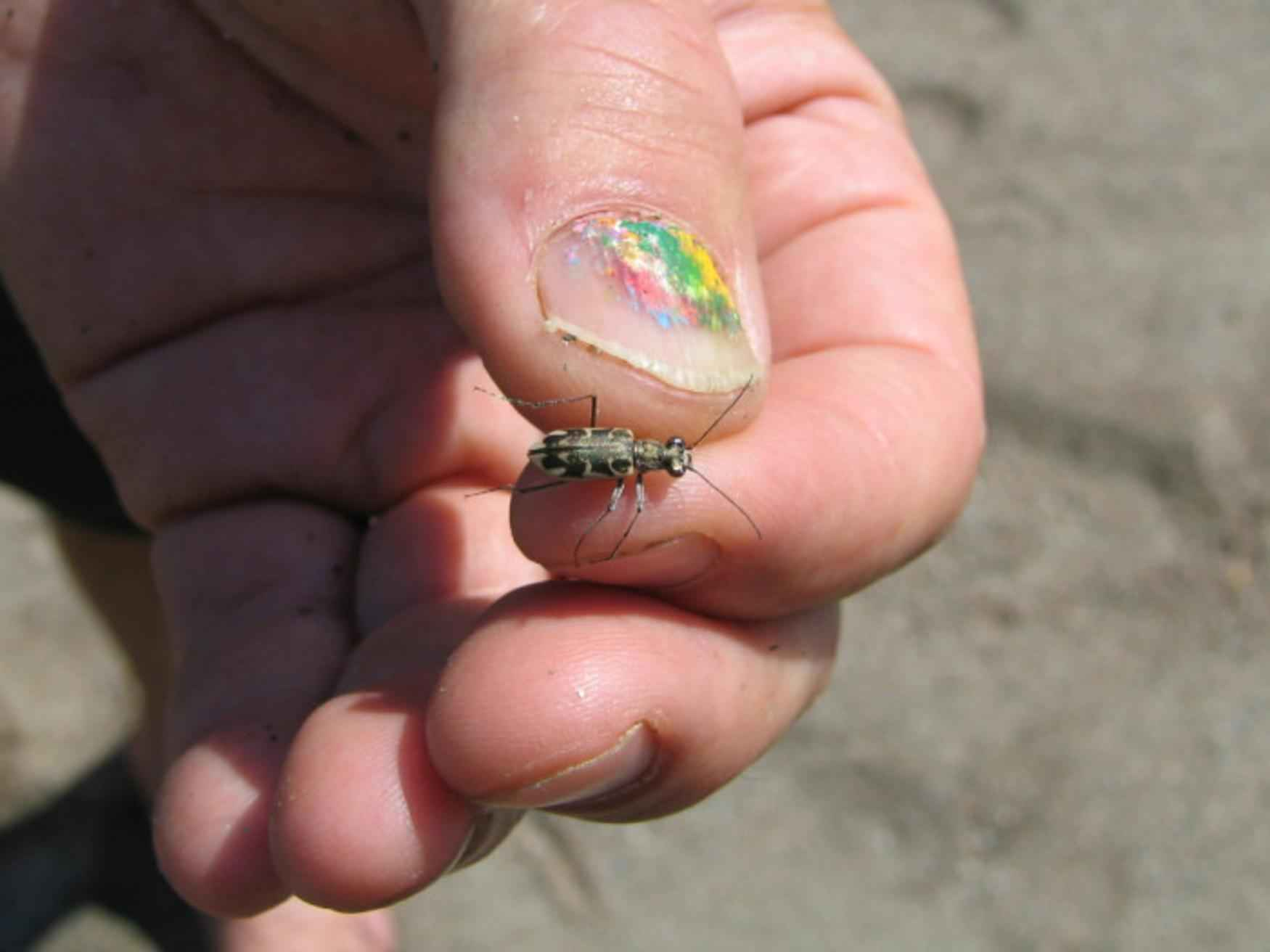